# Paul Wilbur
Paul Wilbur är en amerikansk sångare, textförfattare, lovsångsledare och pastor som har producerat ett flertal CD-skivor med messiansk lovsång.

## Diskografi

### Album
- Arise O Lord · 1987
- Up to Zion · 1991
- Shalom Jerusalem · 1995
- Lion of Judah · 1995
- Holy Fire · 1997
- Jerusalem Arise · 1999
- Heal Our Land · 2000
- Mas de Ti · 2000
- Lion of Judah . 2001
- Pray for the Peace of Jerusalem · 2002
- The Watchman · 2005
- El Shaddai . 2005
- Praise Adonai . 2007
- Live - A Night of Extravagant Worship 2008
- Your great name 2013

### Samlingar
- Adonai